# Мирное (Солонянский район)
Мирное (укр. Мирне) — село,
Павловский сельский совет,
Солонянский район,
Днепропетровская область,
Украина.
Код КОАТУУ — 1225085003. Население по переписи 2001 года составляло 33 человека .

## Географическое положение
Село Мирное находится на правом берегу реки Любимовка,
выше по течению на расстоянии в 6 км расположено село Наталовка,
ниже по течению на расстоянии в 1,5 км расположено село Павловка.
По селу протекает пересыхающий ручей с запрудой.